# Prisca van Rome
De Heilige Prisca van Rome (ook Priscilla) (? - Rome, omstreeks 269) was een jeudige maagd en martelares, maar er is weinig over haar geschiedenis geweten. Er bestaat wel al zeer lang een Sint-Priscakerk op de Aventijnse heuvel in Rome, die ze misschien zelf nog heeft helpen ontstaan. Ze is begraven in de catacomben van Priscilla op de Via Salaria, Rome.
Haar feestdag is op 18 januari.
Er zijn nog andere heiligen met dezelfde naam:
- Priscilla (Prisca), Joods-Romeinse tentenmaker en echtgenote van Aquila (feestdag op 8 juli).
- Priscilla (van Rome), Italiaanse weduwe, die Petrus onderdak bood (feestdag op 16 januari).